# Hans Vollmer
Hans Vollmer (16. listopadu 1878, Berlín-Charlottenburg – 15. února 1969, Lipsko) byl německý encyklopedista.

## Životopis
Byl synem architekta Johannese Vollmera (1845–1920) a vnukem hamburského malíře Adolpha Friedricha Vollmera (1806–1875). Studoval v Berlíně a Mnichově dějiny umění, historii a filozofii. Promoval v roce 1906 s prací „Schwäbische Monumentalbrunnen von der Gotik bis zum Klassizismus“.
V roce 1923 převzal redakční vedení Thieme-Beckerova lexikonu u vydavatelství E. A. Seemann v Lipsku. Pracoval na něm téměř sám až do dokončení v roce 1950. Poté začal sestavovat dodatek k 20. století, který vyšel v šesti svazcích v letech 1953 až 1962. V roce 1964 odešel do důchodu.